# Брест (Мекленбург-Передняя Померания)
Брест (нем. Breest) — община в Германии, в земле Мекленбург-Передняя Померания.
Входит в состав района Деммин. Подчиняется управлению Трептовер Толлензевинкель. Население составляет 178 человек (на 31 декабря 2010 года). Занимает площадь 9,38 км².
Коммуна подразделяется на 3 сельских округа.